# Obična uvijača
Obična uvijača (lat. Paxillus involutus) vrsta je nejestive gljive koja pripada razdelu Basidiomycota, a familiji Paxillaceae. Ime roda  potiče od latinske reči paxillus, koja ima značenje klin ili plug. Pridev involutus potiče iz  grčkog jezika i znači uvijen.

## Opis
- Šešir je u nijansama oker, maslinaste, prljavo žućkasto-smeđe ili braon boje. Širok je od 5 cm do 15 cm.  Kod mladih plodonosni tela je konveksnog oblika, potom postaje široko konveksan, a kod starijih primeraka je udubljen ili levkast. Na dodir je somotast, a nakon kiše sluzav i lepljiv. Rubovi su izuvijani, posebno kod mladih plodonosnih tela;
- Himenofor je listast. Listići su gusto zbijeni, spuštaju se niz dršku i lako se odvajaju od šešira. U pošetku su bledo oker boje, a sazrevanjem plodonosnog tela postaju smeđi. Na dodir dobijaju crvenosmeđu boju;
- Drška je visine od 2cm do 8 cm, a širine od 1 cm do 3 cm. Valjkastog je oblika, puna i neretko pri bazi zakrivljena. Iste je boje kao i šešir ili bleđa, dok je pri osnovi nešto tamnija. Na dodir je glatka i ne poseduje prsten. Na mestima gde se dodirne, može potamniti;
- Meso je takođe oker boje, mekano je i na dodir tamni. Prilikom termičke obrade dobija crnu boju;
- Ukus je blag do kiseo i poseduju oštar gljivlji miris;
- Spore su dimenzija 7.5-10 x 4-6 µm. Elipsoidnog su oblika i glatke;
- Otisak spora je ljubičasto-braon ili žuto-braon. [1]

## Otrovnost
Obična uvijača je potencijalno otrovna gljiva. U srednjoj, a naročitoistočnoj Evropi, tradicionalno je korišćena u ishrani sve do Drugog svetskog rata. Prvo poznato trovanje ovom gljivom, jeste slučaj nemačkog mikologa Julius Schäffer-a, 1944. godine. Samo sat vremena nakon obroka usledilo je povraćanje i dijareja, koje se završilo smrtnim ishodom. Izazivač je paksilus sindroma. Sindrom se vrlo retko javlja i predstavlja imunohemolitičku anemiju. Do paksilusovog sindroma dolazi tek posle dugog perioda konzumiranja ove gljive. Nakon obroka, latentni period traje od 1 h do 2 h, posle čega dolazi do pojave prvih simptoma: oligurije, anurije, hemoglobinurije i jakih bolova u bubrezima. Do trovanja dolazi zbog neidentifikovanog antigena, koji u organizmu stimuliše sintezu igG antitela u serumu. Formiraju se antigen-antitelo kompleksi, koji se vezuju za površinu eritrocita, dovodeći do njihove aglutinacije i hemolize. 

## Slične vrste
- P. involutus je gotovo identičan vrsti Paxillus vernalis. DNK analizama utvrđeno je da se radi o dvema biološki i filogenetski različitim gljivama. P. vernalis poseduje nešto širu dršku (od 4 cm) i raste u blizini papiraste breze (Betula papyrifera);[3]
- Iako je vrsta Paxillus rubicundulus veoma slična vrsti P. involutus, razlikuje se po tome što stupa u mikorizu sa vrstama iz roda jova (Alnus) i poseduje manje spore (5.5-8.5 x 4-5μm);[3]
- Četinarska uvijača (Tapinella atrotomentosa) se od obične uvijače razlikuje po tome što je krupnija i poseduje deblju i kraću dršku.
- P. invollutus se može zameniti i sa nekim gljivama iz roda Lactarius, poput vrste Lactarius turpis. Ova gljiva je tamnije boje, poseduje tamniji otisak spora i najčešće se nalati ispod topola (Populus).

## Ekološki odnosi
Mikorizna je vrsta. Stupa u mikorizu pre svega sa hrastovima i bukvom, ali i četinarima.

## Plodonošenje
Plodonosi u toku leta i jeseni,u periodu od sredine jula do kraja oktobra, na kiselom zemljištu. U retkim slučajevima, plodonosi do zime.

## Rasprostranjenost i stanište
Široko rasprostranjena na severnoj hemisferi. Ima je u Evropi, Aziji i Severnoj Americi. U druge delove sveta se smatra da je dospela nenamernim čovekovim delovanjem, preko sadnica stabala. Raste pojedinačno u šumama, na rubovima šuma ili u parkovima.